# GAZ-53
 (février 2025).
Si vous disposez d'ouvrages ou d'articles de référence ou si vous connaissez des sites web de qualité traitant du thème abordé ici, merci de compléter l'article en donnant les références utiles à sa vérifiabilité et en les liant à la section « Notes et références ».
Le GAZ-53 est un camion produit par le constructeur soviétique GAZ de 1961 à 1993.

## Histoire

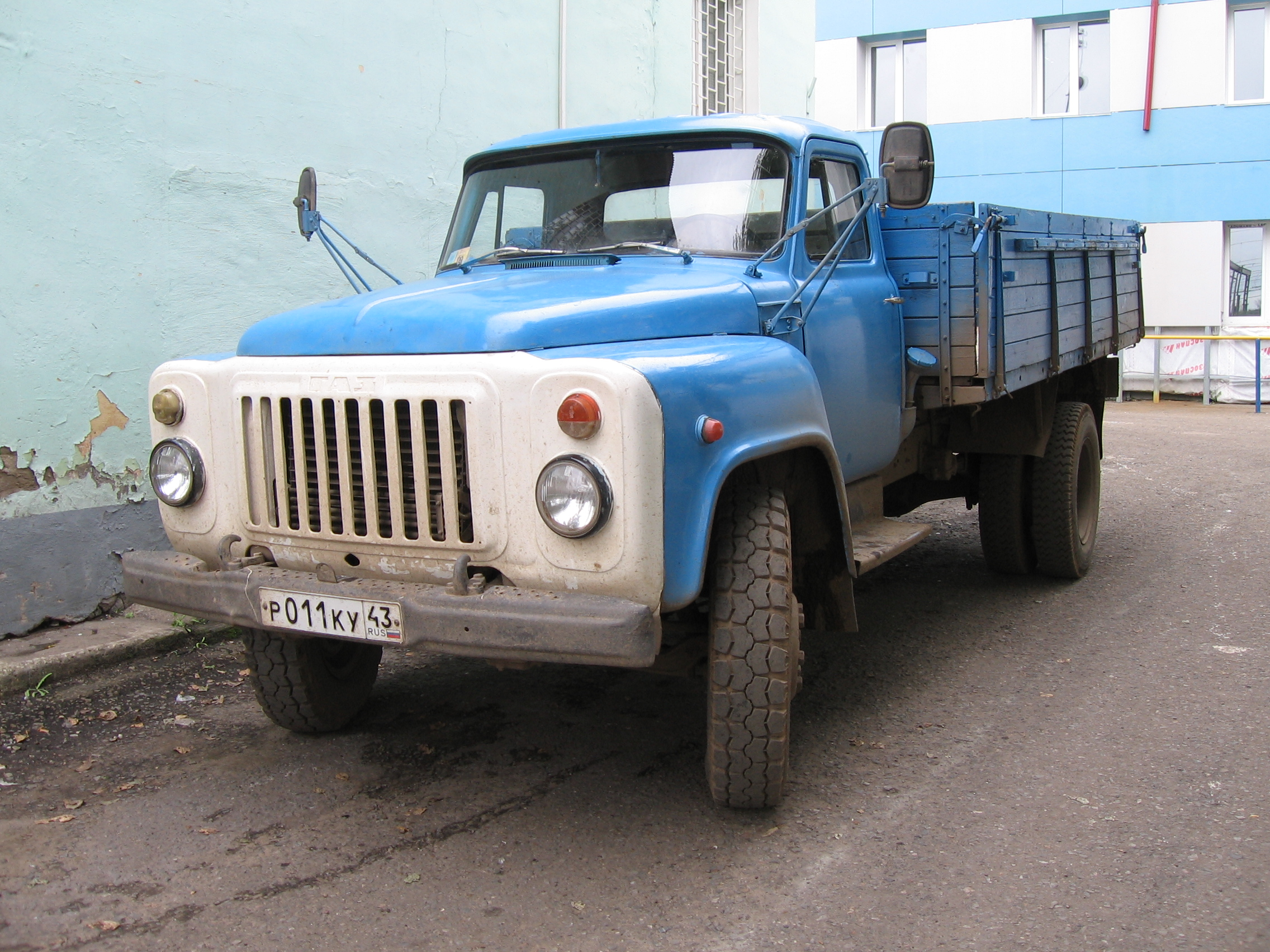
Un camion GAZ-53 en Russie

Les plans pour un successeur pour le camion GAZ-51 ont commencé en 1955, dans le but de développer une nouvelle gamme de camions. Bientôt, il y avait un prototype nommé GAZ-52, qui a utilisé le châssis et le 6 cylindre du GAZ-51 mais avait une cabine complètement nouvelle et plus moderne. Ce camion avait la charge utile de 2,6 tonnes. Sous la désignation GAZ-52F, l'usine a produit une série de 300 camions de 1958 à 1959. Cela avait déjà la cabine qui serait plus tard installée en standard et une charge utile de deux tonnes et demie. La principale différence par rapport aux versions ultérieures était qu'un châssis avec un empattement de 3300 millimètres était toujours utilisé, pas un avec un empattement de 3700 millimètres comme dans le véhicule de production ultérieur. De 1959 à 1964, divers autres prototypes ont été produits, mais aucun d'entre eux n'est entré dans la production en série.
Duing dans les années 1960, le GAZ-53 a également été développé. Le GAZ-53F a finalement été développé, qui a utilisé le châssis du GAZ-51 et la cabine du GAZ-52 existant, la charge utile était de 3,5 tonnes, plus tard seulement 3 tonnes. Le 23 septembre 1961, le premier nouveau camion a quitté l'usine de Nijni Novgorod. Le 23 septembre 1961, le premier nouveau camion a quitté l'usine de Nizhny Novgorod. Le GAZ-53 a utilisé une version modifiée du moteur V8 GAZ Tchaïka, nommé le moteur ZMZ-53, mais les pénuries graves signifiaient que seuls quelques camions pouvaient être construits initialement.
Le GAZ-53 est initialement entré en production, puis a été suivi par le camion GAZ-52 en 1966. Les différences les plus notables entre ces modèles est que le GAZ-52 est légèrement plus petit et a une charge utile moins, aux côtés du moteur 6 cylindres, tandis que le GAZ-53 a le moteur V8. En dehors de ceux-ci, tous les autres composants sont interchangeables.
Les deux camions ont été produits dans un certain nombre de versions, notamment des camions de plate-forme, des camionnette, des pétroliers, des camions de pompiers et des bus.
Ils ont reçu de nombreuses modernisations au cours des années.
En 1965, le GAZ-53A a été développé, mais il différait de la première version uniquement en détail, en particulier visuellement. Cependant, il a reçu un nouveau châssis, qui a maintenant permis une charge utile de quatre tonnes. La production du GAZ-53F a été interrompue en 1967. En 1973, le GAZ-53A a reçu le sceau d'État de l'approbation de l'URSS. Ce n'est qu'en 1975 que la production du modèle prédécesseur GAZ-51 s'est terminée.
La même année débute la production du GAZ-53-19, une version du GAZ-53 ayant pour principale caractéristique l'aménagement d'une benne de type basculante. Cette variante est produite jusqu'en 1988.
Enfin, en 1983, la dernière révision majeure a été introduite, le GAZ-53-12 avec un nouveau moteur à essence ZMZ-53-11 et une charge utile de quatre tonnes et demie. Il a remplacé le GAZ-53A la même année. Vers 1986, quelques révisions mineures ont été faites à l'intérieur et à l'éclairage. Au début de 1993, après 32 ans de production, le dernier camion GAZ-53 a quitté la chaîne de production, après que certains véhicules du successeur GAZ-3307 ont toujours été montés sur l'ancien châssis.
La production du GAZ-53 a également eu lieu en Bulgarie, Choumen, par KTA Madara, sous la désignation «Madara 400 série». Dans les années 1970, la plupart des camions étaient construits avec des moteurs Perkins. Environ 3 000 camions étaient construits chaque année, répondant aux besoins du marché local.

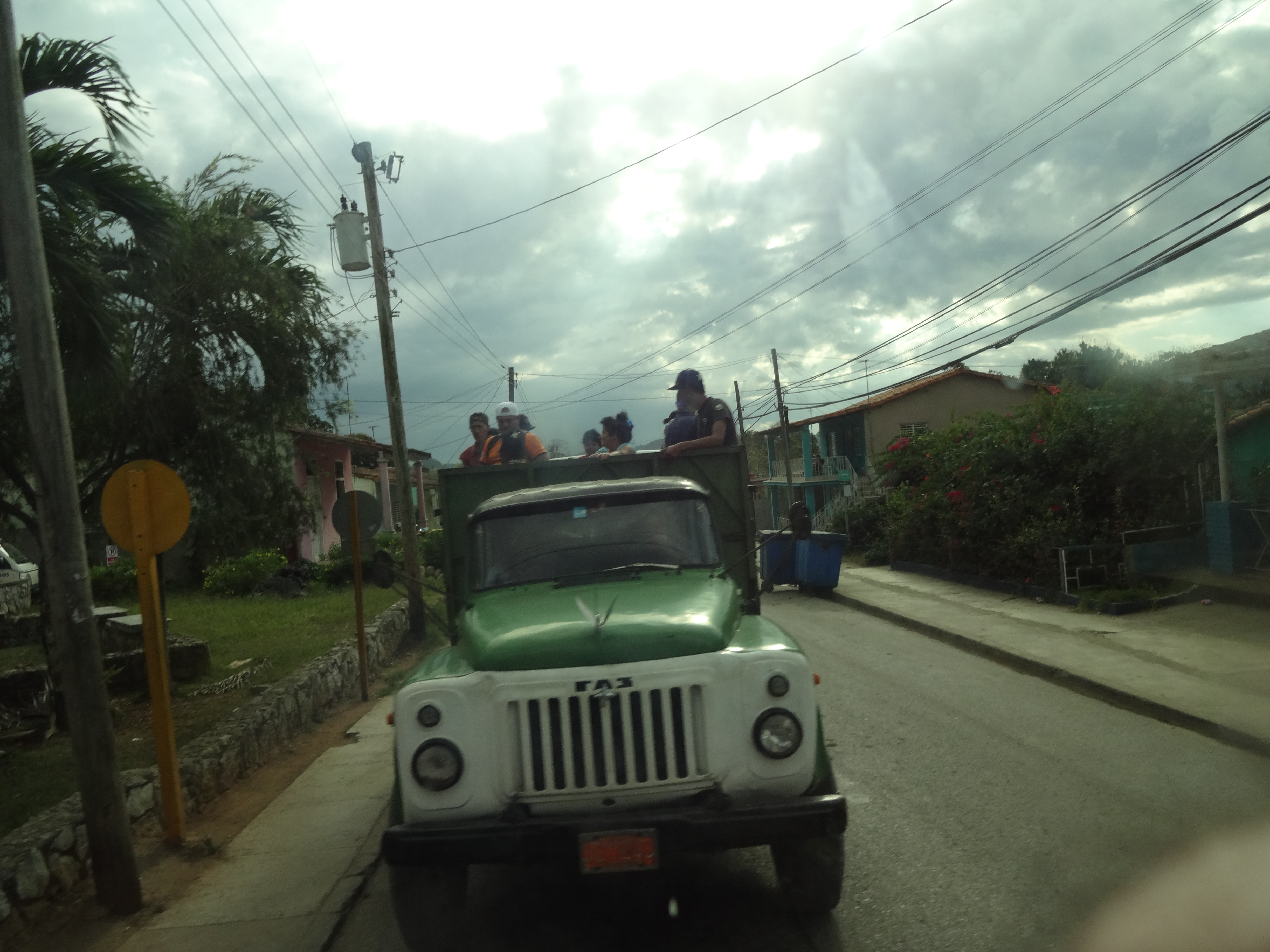
Un camion GAZ-53 à Cuba.
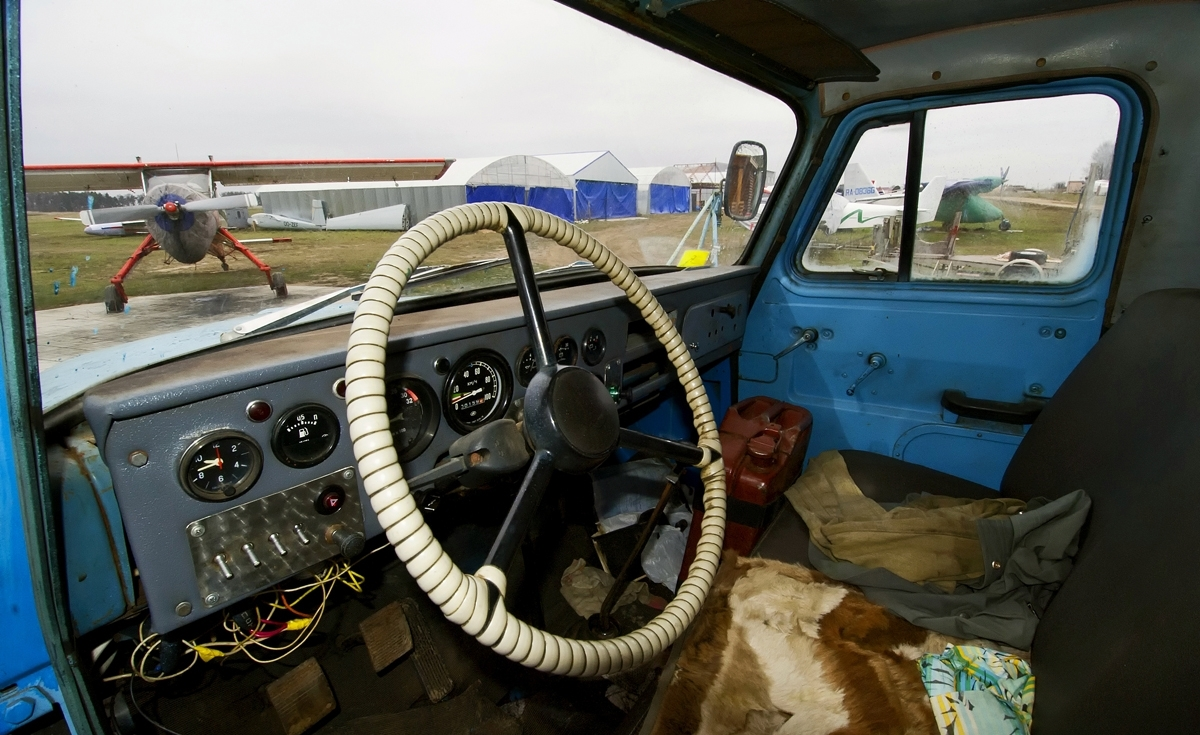
L'intérieur d'un camion GAZ-53.
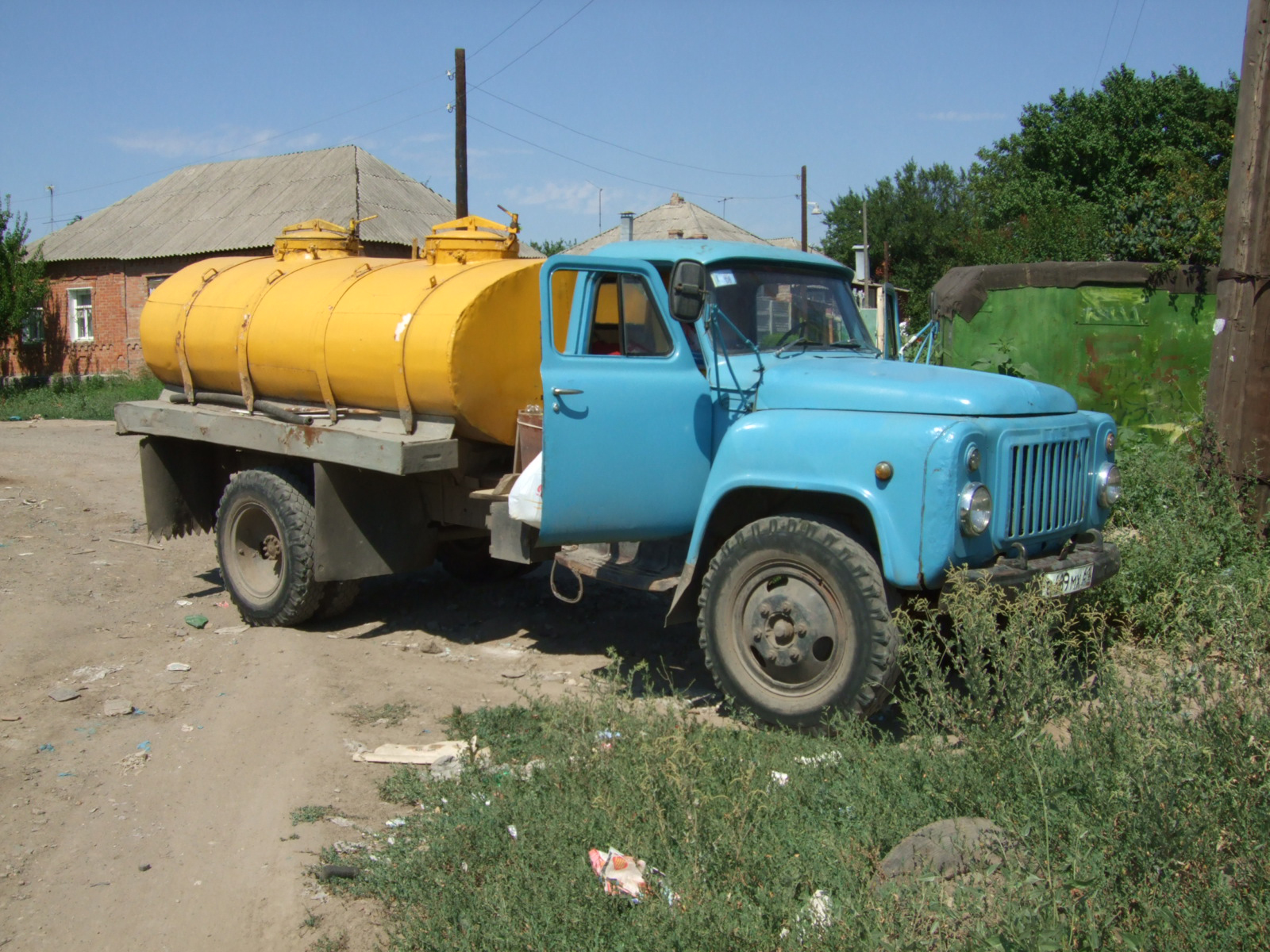
GAZ-53 camion-citerne.
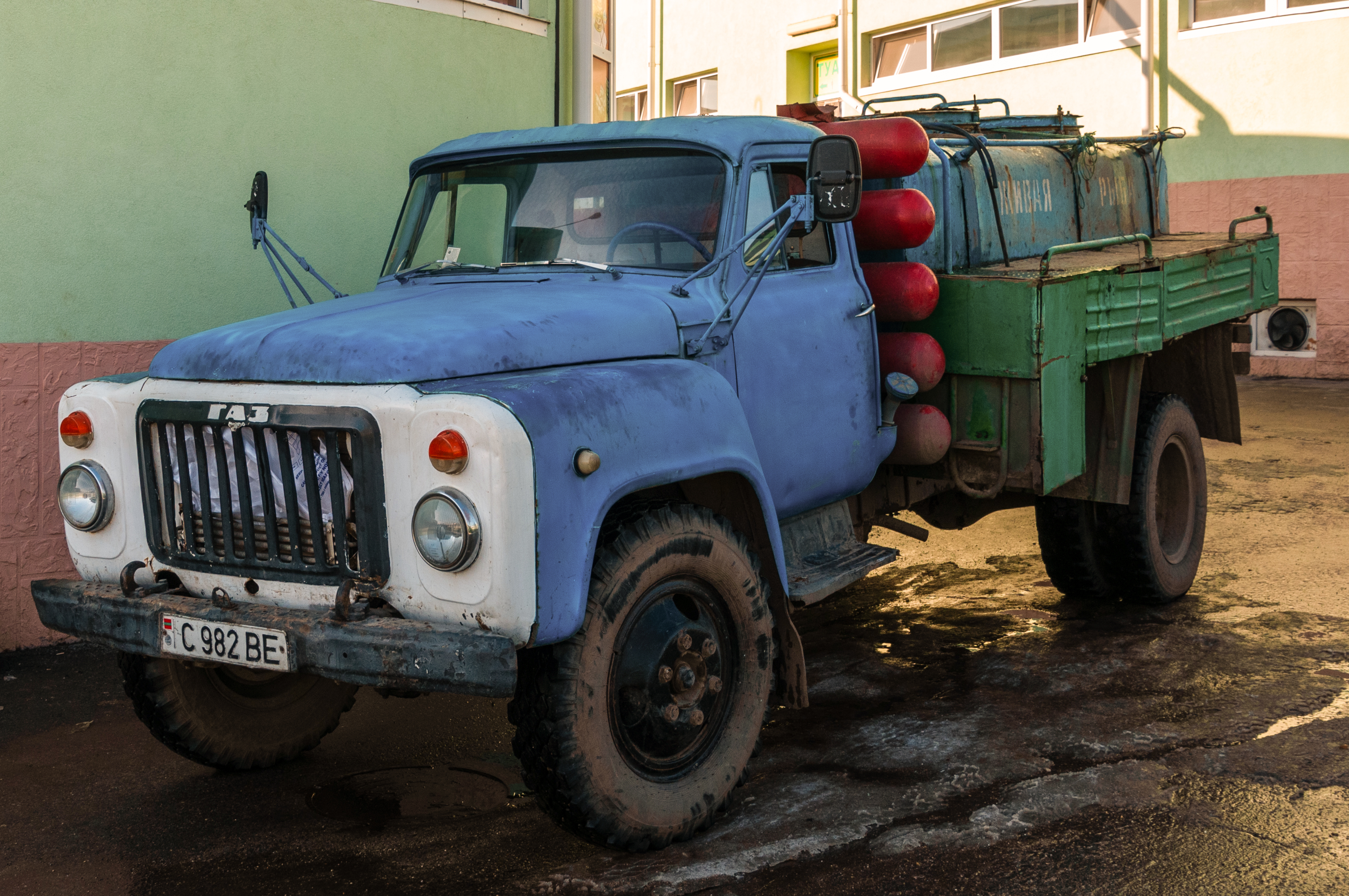
GAZ-53-27 avec propulsion au gaz pour le transport de poissons vivants (2019).
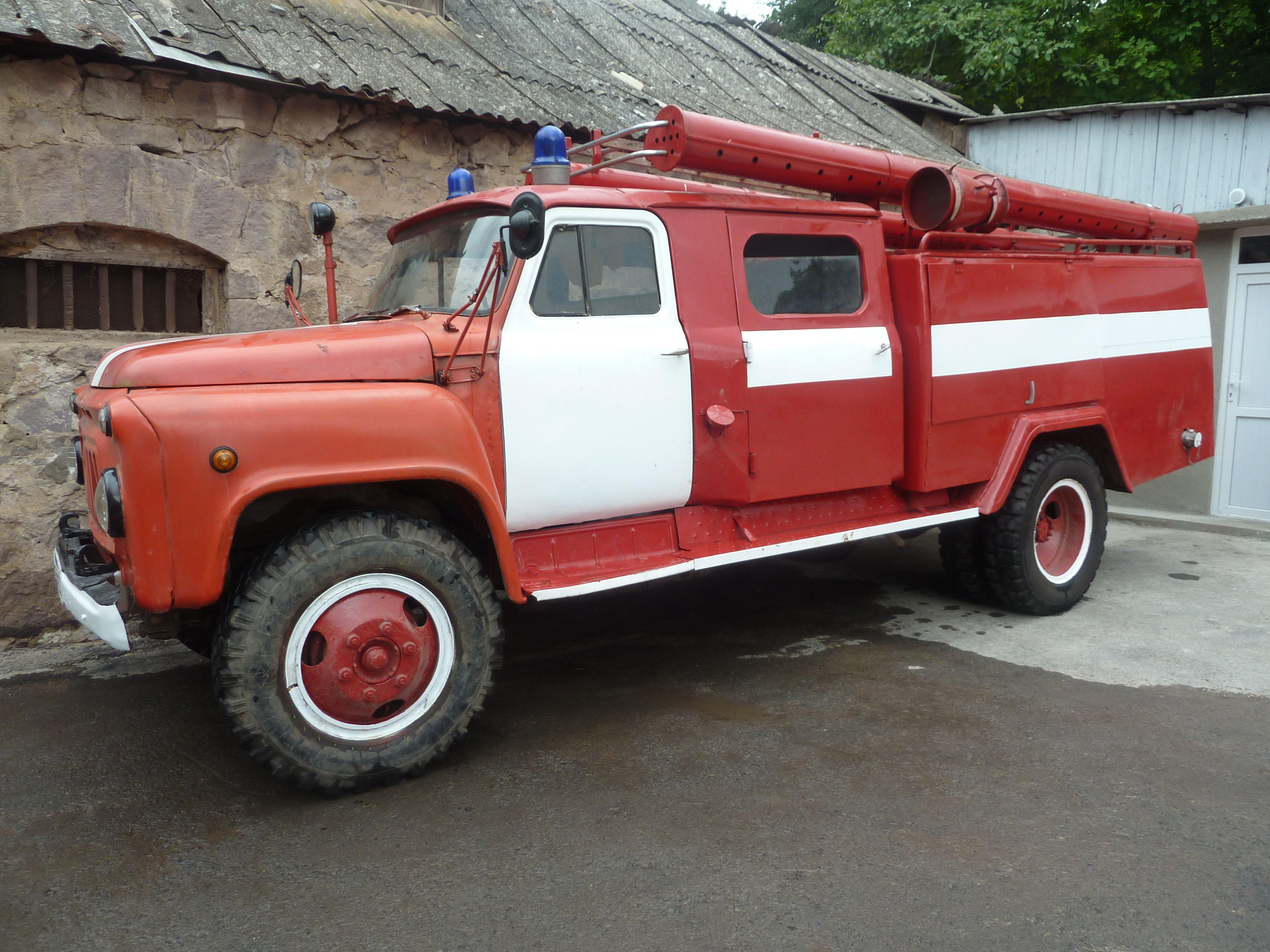
Un AZ-30-106A, camion de pompiers, basé sur le GAZ-53A en Arménie, 2011.
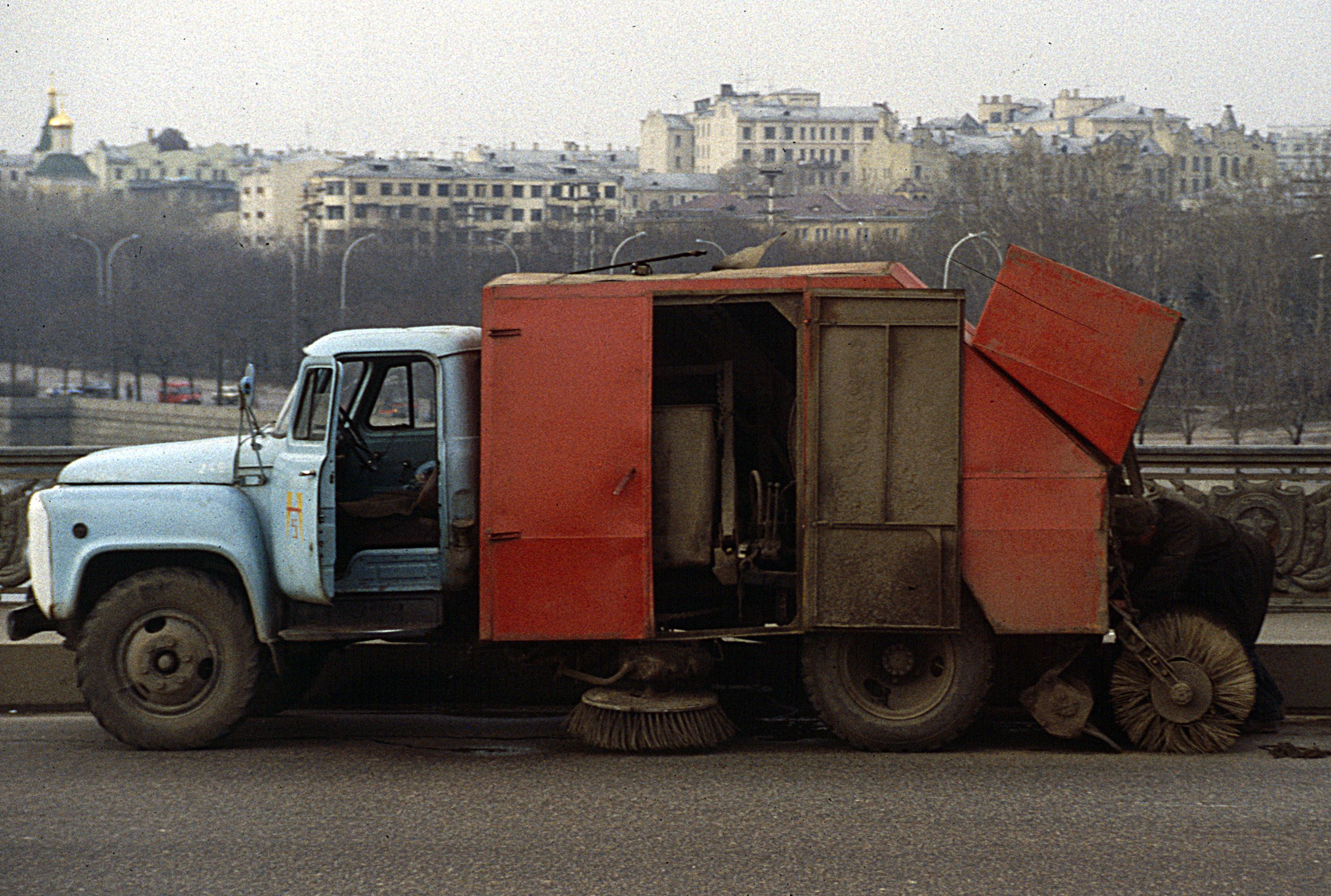
Un balayeur PU-53 basé sur un GAZ-53A à Moscou, 1992.
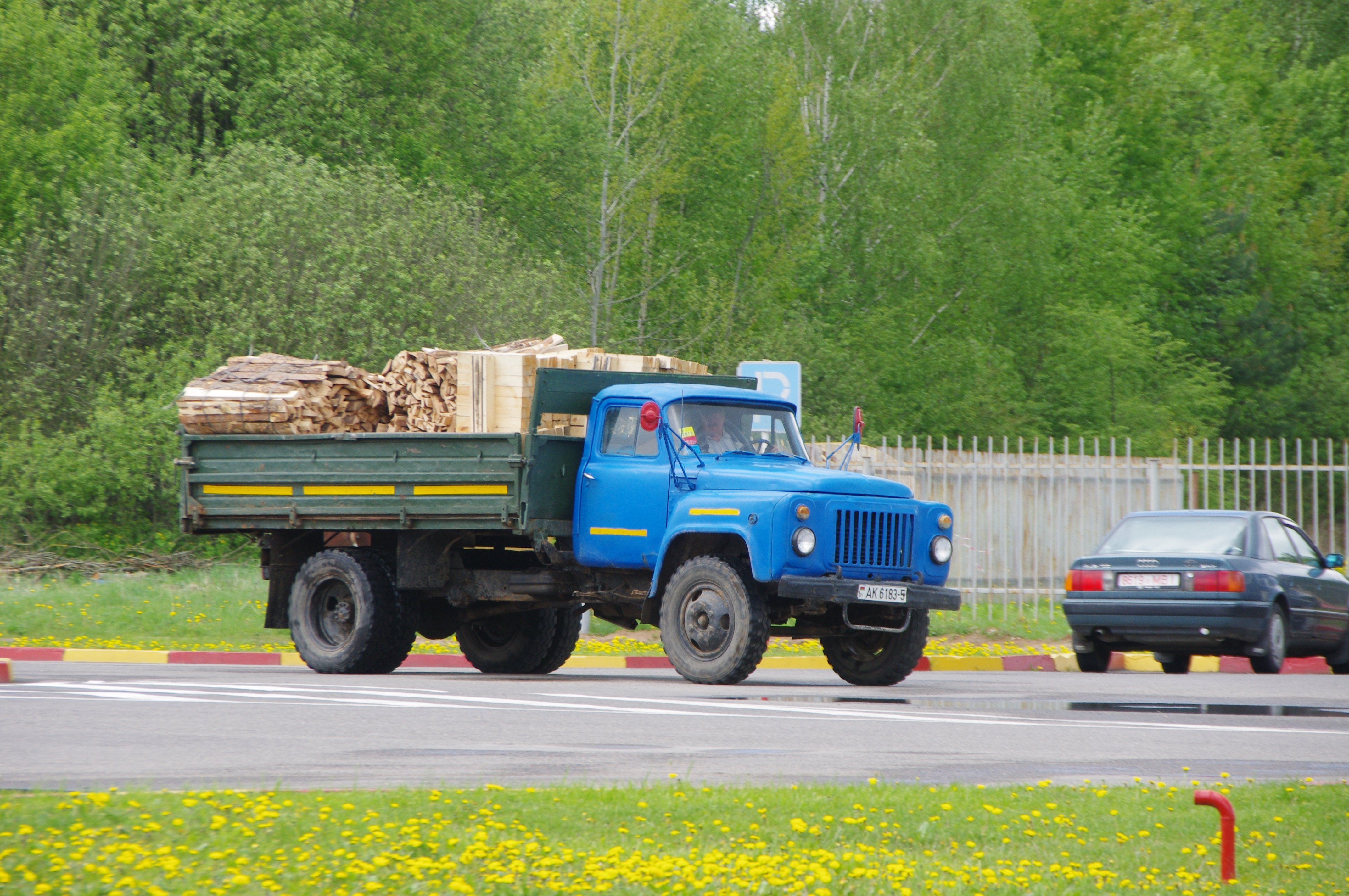
Un GAZ-53 camion de 1985.

## Versions
Sur la base du GAZ-53, divers camions ont été produits à différentes fins. L'aperçu suivant n'est pas exhaustif.
- GAZ-53F - Variante originale, construite sur le châssis du GAZ-51 de 1961 à 1967
- GAZ-53A - variante à plat, fabriquée de 1965 à 1983
- GAZ-SAZ-53B - Châssis pour les corps de baisse, fabriqués de 1966 à 1984
- GAZ-53-12 - à plat, construit de 1983 à début 1993
- GAZ-53-27 - Modèle alimenté par gaz naturel, cinq réservoirs de gaz individuels
- GAZ-SAZ-3507 - Châssis modernisé pour camion à benne basculante, construit de 1984 à 1992
- DUK-1 - Un GAZ-53A avec un corps de décontamination spéciale
- PU-53 - Balayeuse, construit à partir de 1966. Le temps de la fin de la production est inconnu
- WPM-53A - Balayeuse basé sur GAZ-53A, construit de 1966 à 1970
- M-30 - Un camion à ordures pour le retrait des grandes poubelles
- 53m - camion à ordures avec presse et accessoire inclinable hydraulique, produit de 1967 à 1983
- Schzsa 3716 - Véhicule réfrigéré avec corps en boîte basé sur le GAZ-53A
- ANM-53 - Camion-citerne pour l'élimination des eaux usées, construite de 1975 à 1983
- KS-1562 et KS-1572 - Cranes mobiles